# In artem analyticem isagoge
In artem analyticem isagoge, ou Isagoge, est l'ouvrage de François Viète, publié en  1591, qui ouvre la série de ses œuvres algébriques. 
Il est le premier livre où est fait un usage systématique des lettres pour désigner les inconnues et les paramètres d'une équation algébrique.

## Naissance de l'œuvre
L'œuvre a ses racines chez Pierre de La Ramée, dit Ramus, qui a restauré la place des mathématiques dans l'université. Elle lui doit la place importante qu'y joue l'homogénéité. Elle les trouve également dans l'œuvre de ses « élèves », Guillaume Gosselin et Jacques Peletier du Mans, qui ont introduit une première notation formelle pour les inconnues des systèmes numériques de deux équations linéaires. Elle est de peu postérieure à l'œuvre de l'Italien Francesco Maurolico, maître de Federico Commandino et de Clavius, qui publie en 1575, année de sa mort, quelques propositions faisant intervenir des lettres par leur produit, noté "A in B" et dénommé "C plano" en respectant l'homogénéité des formules. 
Pour autant, l'écriture littérale des trois français, comme celle du père Francesco de Messine, demeurent marginale dans leurs œuvres, et dépourvue de théorisation.
François Viète rédige probablement l'Isagoge chez Françoise de Rohan en son château de Beauvoir-sur-Mer entre 1585 et 1588. À cette époque, le roi de France Henri III l'a suspendu de ses fonctions de maîtres de requêtes et c'est pendant "ces loisirs", qu'il entreprend donc de donner un fondement aux pratiques des algébristes. Publiant ces travaux à ses frais, conscient de la nouveauté de son œuvre, il affirme dans sa dédicace de l'Isagoge à Catherine de Parthenay :

« Toute chose nouvelle se présente ordinairement à son origine rude et informe, pour être polie et perfectionnée dans les siècles suivants. L'art que je produis aujourd'hui est un art nouveau, ou du moins tellement dégradé par le temps, tellement sali et souillé par les barbares, que j'ai cru nécessaire de lui donner une forme entièrement neuve, et après l'avoir débarrassé de toutes ses propositions erronées, afin qu'elle ne retînt aucune souillure, et qu'elle ne sentît la vétusté, imaginer et produire des mots nouveaux auxquels les oreilles étant jusqu'à présent peu habituées, il sera difficile que plusieurs personnes n'en soient pas dès le seuil même épouvantées et offensées »

## Contenu de l'œuvre
Paru chez Jamet Mettayer, l'Isagoge ouvre une époque de formalisme algébrique. Il s'offre, en termes modernes, comme une axiomatique des calculs littéraux et une « méthode pour bien inventer des mathématiques ». C'est un apport fondamental à la construction de l'algèbre littérale actuelle, comme l'illustre B. Lefebvre dès 1890.
Petit ouvrage de 18 pages, l'Isagoge est  écrit en latin par François Viète et se découpe en huit chapitres :
- une présentation, dans laquelle Viète donne les définitions de son analyse spécieuse et introduit les mots de zététique, poristique, exégétique relatifs à la mise en équation d'un problème, à l'examen de la vérité des propositions qu'on en déduit, et enfin à l'exhibition, des solutions, numériques ou géométriques.
- une description des symboles employés dans les égalités, les proportions et des règles axiomatiques :
- une description des lois d'homogénéité des facteurs des puissances (homogénéité complémentaire notée selon les dimensions)
- un quatrième chapitre consacré aux préceptes de la logique spécieuse (axiomes d'addition, de produit, etc, de symboles désignant des grandeurs de natures comparables).
- une définition de la zététique où se trouve renfermée l'idée qu'il convient de réserver certaines lettres aux quantités connues (datas) et d'autres aux quantités inconnues (incertitus).
- un chapitre réservé aux théorèmes de l'examen poristique.
- un chapitre concernant la Rhétique ou exégétique, où s'affirme la nécessité de transformer la 'formule' générale obtenue à la fin de l'examen poristique en un résultat chiffré ou une construction géométrique.
- un épilogue où Viète résume les vingt-neuf  étapes du raisonnement et annonce que, par cette méthode, on pourra résoudre le problème de tous les problèmes, à savoir : ne laisser aucune question irrésolue ou Nullum non problema solvere.

### Variante
Le manuscrit publié par Vasset en 1631 contient en place des chapitres VI et VII des résultats sur le binôme  et des théorèmes généraux de poristique et la formation des coefficients binomiaux.

### Une traduction de Ritter (1867)
Ingénieur des ponts et chaussées en poste à Fontenay-le-Comte, Frédéric Ritter a écrit une traduction de son œuvre, éditée en partie par le comte Baldassare Boncompagni dans son bulletin en 1868. Ritter y livre sa traduction de l'Isagoge tel que l'a publié Frans Van Schooten en 1646.

## Devenir de l'œuvre
Viète a quelques élèves, et de nombreux successeurs, qui complètent ses publications et utilisent ses méthodes de raisonnement et ses notations tout en les allégeant. On en trouve la liste ici. Parmi les plus célèbres, on connaît Nathanael Tarporley, Jacques Aleaume, Marin Ghetaldi, Jean de Beaugrand et Alexander Anderson. Par la suite, Antoine Vasset, Le sieur de Vaulezard, James Hume de Godscroft, Noël Duret l'éditèrent et se servirent de son langage. Enfin on retrouve ses notations chez Adrien Romain, Thomas Harriot, Albert Girard, Pierre de Fermat, Pierre Hérigone, Blaise Pascal, Frans van Schooten, Christian Huygens et Isaac Newton.